# Andinobates
Andinobates  (лат.) — род бесхвостых земноводных из семейства древолазов, обитающих в Южной Америке. Род содержит виды, ранее классифицированные в роде Dendrobates, а в 2006 году перенесённые в род Ranitomeya. В 2011 году 12 видов рода Ranitomeya были выделены в отдельный род. Главной анатомической особенностью Andinobates являются срощенные 2-й и 3-й позвонки.

## Распространение
Ареал распространяется от склонов Анд в северной части Эквадора и Колумбии (департамент Чоко) до Центральной Америки (Панама).

## Классификация
На февраль 2023 года в род включают 16 видов:
- Andinobates abditus (Myers & Daly, 1976) — Оранжевопятнистый древолаз
- Andinobates altobueyensis (Silverstone, 1975) — Золотистый древолаз
- Andinobates bombetes (Myers & Daly, 1980) — Краснополосый древолаз
- Andinobates cassidyhornae (Amézquita et al., 2013)
- Andinobates claudiae (Jungfer, Lötters & Jörgens, 2000)
- Andinobates daleswansoni (Rueda-Almonacid et al., 2006)
- Andinobates dorisswansonae (Rueda-Almonacid et al., 2006)
- Andinobates fulguritus (Silverstone, 1975) — Желтобрюхий древолаз
- Andinobates geminisae (Batista et al., 2014)
- Andinobates minutus (Shreve, 1935) — Синебрюхий древолаз
- Andinobates opisthomelas (Boulenger, 1899) — Красный древолаз
- Andinobates supata Chaves-Portilla et al., 2021
- Andinobates tolimensis (Bernal-Bautista et al., 2007)
- Andinobates victimatus Márquez et al., 2017)
- Andinobates viridis (Myers & Daly, 1976) — Зелёный древолаз
- Andinobates virolinensis (Ruiz-Carranza & Ramírez-Pinilla, 1992)

## Галерея

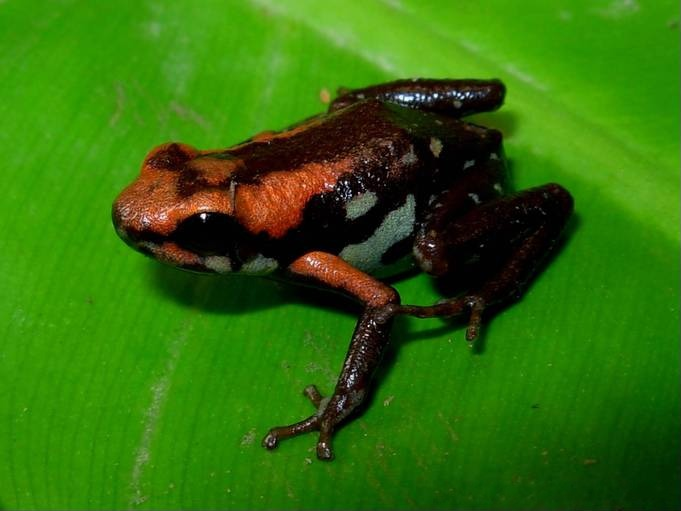
Краснополосый древолаз
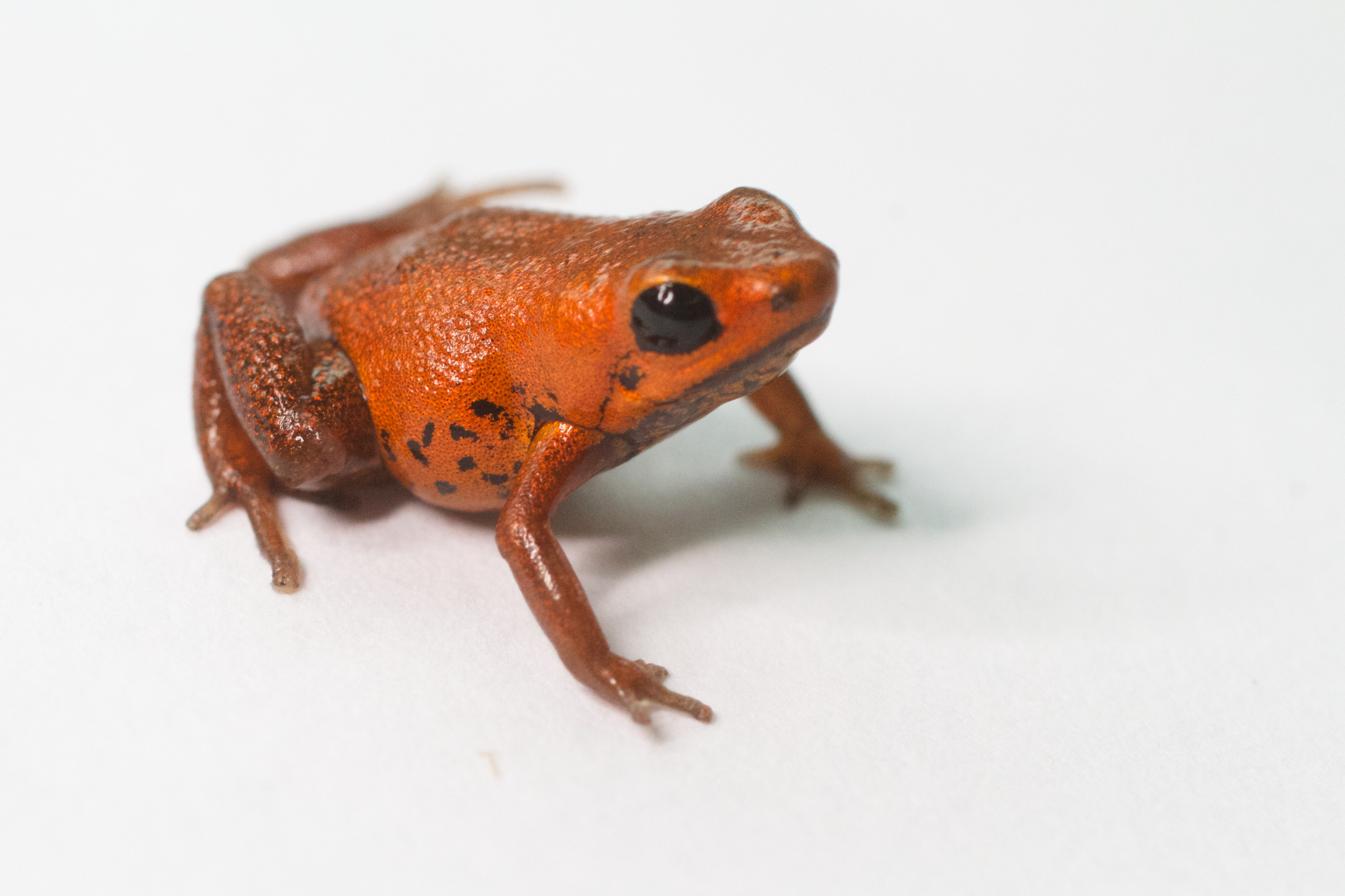
Andinobates geminisae
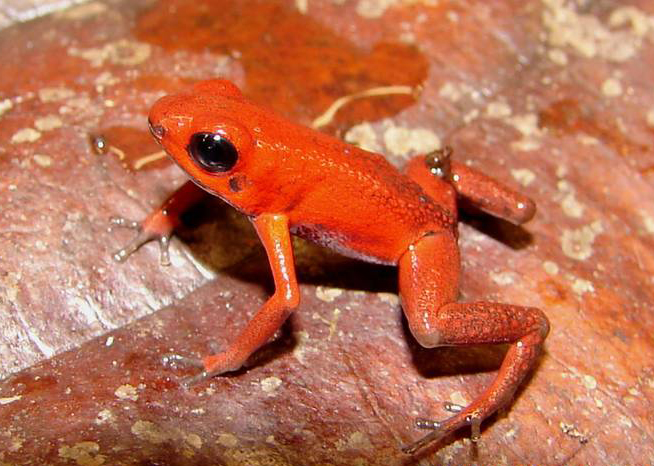
Красный древолаз
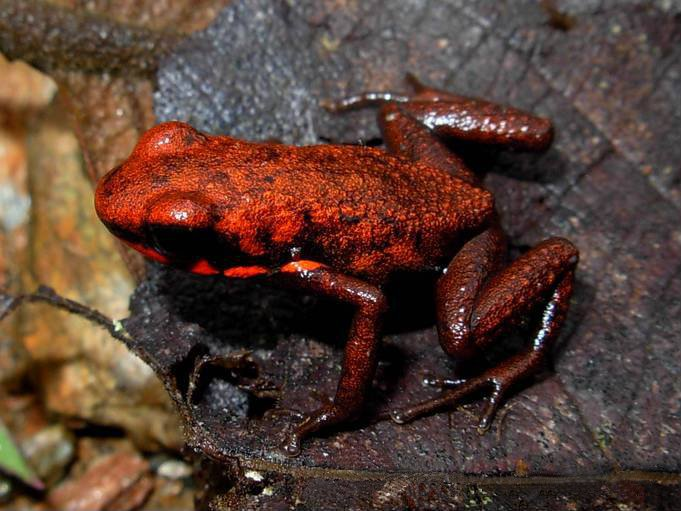
Andinobates tolimensis
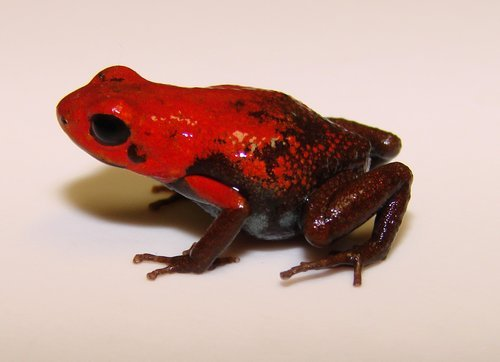
Andinobates virolinensis